# Huxley (família)

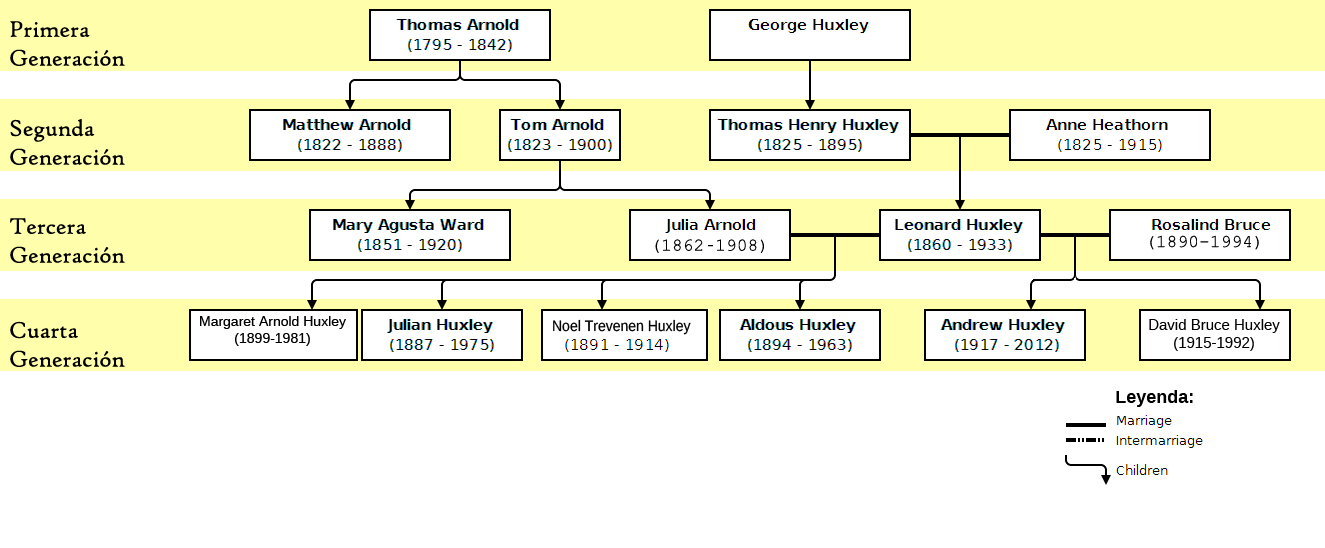
Arbre genealògic dels Huxley

Els Huxley són una família britànica en la que diversos dels seus membres han destacat en camps com ara la ciència, la medicina, l'art i la literatura. Alguns membres d'aquesta família també han ocupat llocs de rellevància en el servei públic del Regne Unit.
El patriarca de la família va ser el zoòleg i especialista en anatomia comparada Thomas Henry Huxley. El seu fill fou Leonard Huxley i entre els seus nets destaquen:
- Aldous Huxley, autor de les obres Un món feliç i Les portes de la percepció.
- Julian Huxley, evolucionista i el primer director de la UNESCO.
- Andrew Huxley, fisiòleg que va ser distingit amb el Premi Nobel.